# 丹尼丝·马斯顿-史密斯
丹尼丝·马斯顿-史密斯（英語：Denise Marston-Smith，1977年5月23日—），英国女子曲棍球运动员。她曾代表英格兰参加1998年英联邦运动会曲棍球比赛，获得一枚银牌。她也曾参加2000年夏季奥运会。